# Invasione giapponese di Taiwan (1874)
L'Invasione giapponese di Taiwan nel 1874 (nota in Giappone come Spedizione a Taiwan (台湾出兵?, Taiwan Shuppei)) fu un'operazione militare avviata dalle forze armate giapponesi in risposta all'uccisione di 54 marinai Ryukyu da parte degli aborigeni Paiwan.

## Crisi diplomatica
Nel dicembre 1871 una nave Ryūkyū naufragò lungo le coste di Taiwan. 66 marinai superstiti del naufragio riuscirono ad approdare a riva ma furono accolti dalla popolazione Paiwan che ne catturò e uccise 54, decapitandoli. I rimanenti 12 furono tratti in salvo da alcuni cinesi e furono trasferiti a Tainan, nella parte meridionale dell'isola. Il governo cinese trasferì i superstiti nella provincia di Fujian con l'intento di farli rimpatriare.
Il governo giapponese chiese immediatamente alla Cina di punire i capi delle tribù aborigene, e pretese inoltre un indennizzo per l'accaduto. Per contro il governo cinese rifiutò adducendo la motivazione che gli aborigeni taiwanesi non erano posti sotto la loro giurisdizione. Il ministro degli esteri giapponese Soejima Taneomi andò a Pechino e venne ricevuto addirittura dall'imperatore Tongzhi in persona, che tuttavia rifiutò la richiesta di risarcimento e chiese al ministro di considerare la faccenda solo un "problema interno" e non un incidente internazionale, in quanto le Ryūkyū erano formalmente tributarie della Cina. In risposta Taneomi fece presente che quattro tra le vittime erano provenienti dalla prefettura di Oda. Nel frattempo in Giappone i consiglieri stranieri Charles Le Gendre e Gustave Emile Boissonade suggerirono che il governo di Tokyo prendesse l'iniziativa e risolvesse la questione con la forza, per dimostrare la propria determinazione.

## Spedizione militare

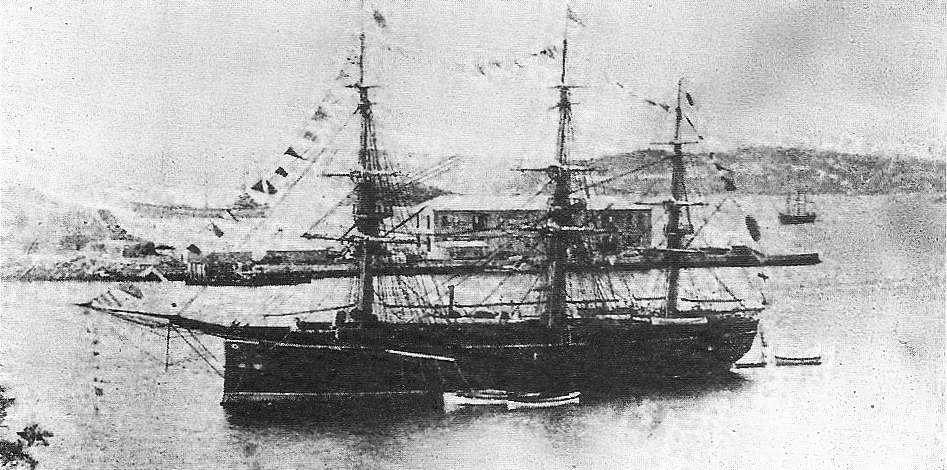
La Ryūjō fu l'ammiraglia della flotta giapponese durante la spedizione

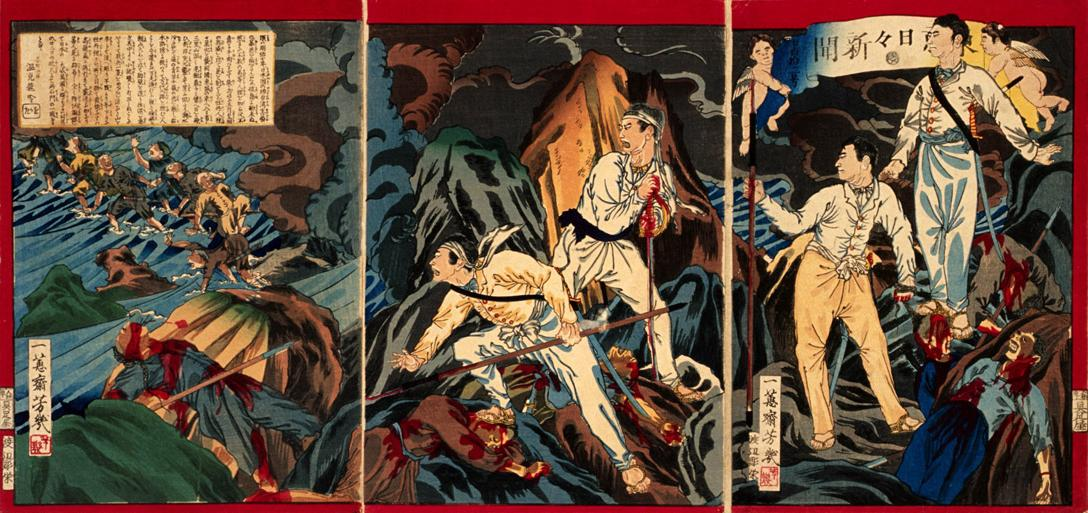
La battaglia di Stone Gate

Il governo giapponese nel maggio 1874 prese la decisione definitiva e spedì un contingente di oltre tremila uomini su una flotta guidata dalla Ryūjō. Gli aborigeni erano più numerosi ma i giapponesi erano di gran lunga meglio equipaggiati ed ebbero facilmente ragione degli avversari nella battaglia di Stone Gate il 22 maggio. Lo scontro costò la vita ad almeno trenta aborigeni mentre furono molti di più i feriti, al contrario i giapponesi persero solo sei uomini e altri trenta rimasero feriti
Nel novembre 1874 il governo cinese, messo di fronte all'invasione dell'isola accettò di porgere le proprie scuse al governo giapponese e a pagare un'indennità di 500 000 Kuping tael (18,7 tonnellate di argento). Dopo il pagamento le forze giapponesi liberarono l'isola e tornarono in patria.

## Conseguenze
Nel 1875 il governo Qing cercò di sottomettere le popolazioni locali di Taiwan inviando un contingente di 300 uomini, tuttavia il tentativo non ebbe successo e quasi tutti i membri della spedizione furono uccisi.
Generalmente l'incursione giapponese viene vista dagli storici come una "prova generale" di quella che sarà negli anni seguenti la politica espansionistica giapponese. Soprattutto la debole risposta cinese e l'arrendevolezza del governo Qing furono cruciali venti anni dopo per la decisione dei giapponesi di scatenare la prima guerra sino-giapponese. In molti ambienti giapponesi si cominciò a considerare Taiwan come una potenziale colonia giapponese, cosa che puntualmente si concretizzerà con la successiva spedizione di conquista del 1895. Per il momento tuttavia il Giappone era alle prese con i problemi interni derivanti dal rinnovamento Meiji (la guerra Boshin era una ferita ancora fresca e la ribellione di Saga si era conclusa da poco, inoltre a breve sarebbero scoppiate la ribellione di Chōshū e quella di Satsuma).